# Gross Aubrig
Der Gross Aubrig (standarddeutsche Entsprechung Grosser Auberg) ist ein 1'695 Meter hoher Berg im Schweizer Kanton Schwyz. Er ist der höchste Gipfel der vom Etzel herüberziehenden Bergkette in den Schwyzer Alpen. Der Gross Aubrig liegt auf der Gemeindegrenze zwischen Vorderthal und Innerthal. Der Nordhang ist von Felsen geprägt, während sein Südhang im Sommer bewirtschaftet wird. Ungefähr zwei Kilometer westlich befindet sich der 1'642 Meter hohe Chli Aubrig (Klein Aubrig).

## Stützpunkt und Besteigung
- Von der Sattelegg-Passhöhe (1190 m) in zweieinhalb Stunden in einer laut Literatur leichten (T1 oder früher B) Bergwanderung über die Alp Wildegg (1504 m) zum Gipfel.
- Über die Nordflanke, nur für erfahrene Bergwanderer (T2 bis T3 oder EB). Von Vorderthal (731 m) aus über die Alp Dorlaui (1154 m), dann über steile Wiesen und Felsen zum Gipfel.

## Karte und Literatur
- Topografische Landeskarte der Schweiz 1:25.000, Blatt 1133, Linthebene (Der Gross Aubrig liegt hier am südwestlichen Kartenrand.)
- Willy Auf der Maur, Clubführer Zentralschweizerische Voralpen, herausgegeben vom Schweizer Alpen-Club, 1996, ISBN 3-85902-146-X